# Chapman, Maine
Chapman är en kommun i Aroostook County i delstaten Maine, USA.